# トルダセントラースロー

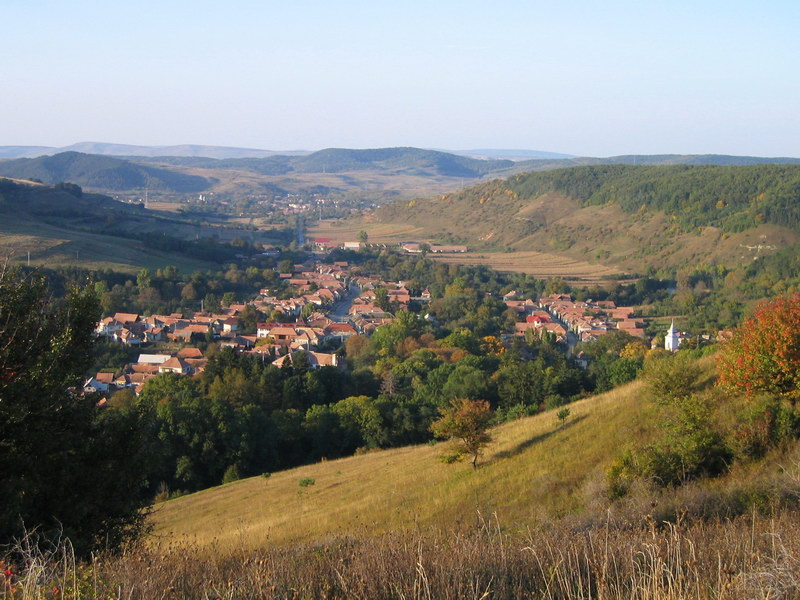
Săvădislaコミューン

トルダセントラースロー（ハンガリー語：Tordaszentlászló；ルーマニア語：Săvădisla）は、ルーマニアのトランシルバニア地方、コロジュ県に（ハンガリー語：Kolozs;　ルーマニア語：Cluj）位置する村。
コミューン。フィニシェル、ハシュダテ、リタ、リテニ、サバディスラ、ストルナ、バリショアラ、ヴラハの8つの村で構成されている。

## 地勢
コロジュヴァ―ル市（ハンガリー語：Kolozsvár；ルーマニア語：Cluj -Napoca）から南西23 ｋｍに位置している。

## 歴史
トトルダセントラースローに関する最高の記述（1332年）では、サンクト・ラディスラオ（Sancto Ladislao）として記せられている。

## 人口統計
2011年国勢調査：4392人、住民の51.6％がハンガリー人、44.4％がルーマニア人、1.8％がローマ人。
|              | 2264人 |
| ルーマニア人 | 1975人 |
| ロマ人       | 60人   |
| 他           | 2人    |
| 無回答、不明 | 91人   |

コミューンの村は次のとおり。
| ルーマニア語 | ハンガリー語で      |
| ------------ | ------------------- |
| フィニシェル | キスフェネス        |
| ハシュダテ   | ハシュダテ          |
| リタ         | オラレタ            |
| リテニ       | Magyarléta          |
| Săvădisla    | Tordaszentlászló    |
| ストルナ     | Isztolna            |
| バリショアラ | バリショアラ        |
| ヴラハ       | マギャルフェネス[a] |

^  Until 1889 Olahfenes.

## 宗教
| プロテスタント（カールヴィン派） | 45，33％ |
| オルトドクス                     | 41，69％ |
| ローマカトリック                 | 3，94％  |
| ペンテコステ派                   | 2，35％  |
| ギリシャ正教会                   | 1，41％  |
| エホバの証人                     | 1，14％  |

## 考古学
トランシルヴァニアで数少ないゲピド族の遺跡の1つであるネクロポリスがヴラハで発見された。

## 観光名物
- 1888年に建築されたプロテスタント教会（カールヴィン派）
- 聖ラースローの胸像
- ヨーシカ・ミケシュ・セーチェニ宮殿
- カロタセグ民族博物館(Kalotaszegi Tájház)
- イストルナ（ハンガリー語：イストルナ；ルーマニア語：Stolna）及びキシュフェネシュ（ハンガリー語：Kisfenes；ルーマニア語：Finișel）の18世紀の木造教会
- レータ城（ハンガリー語：Léta vára；ルーマニア語：Cetatea Liteni）

主なイベント
毎年6月27日に（聖ラースローの日）合唱団会議が開催される。
トルダセントラースロー周辺の観光名所
- コロジュヴァール市（ハンガリー語: Kolozsvár；ルーマニア語：Cluj-Napoca）；
- トゥルダ岩塩坑（ハンガリー語：Tordai sóbánya；ルーマニア語：Salina Turda）；
- ヴァ―ラスウート：（ハンガリー語：Válaszút；ルーマニア語：Răscruci）カッローシュ・ゾルターン民族博物館(Kallós Zoltán Néprajzi Gyűjtemény)；バンフィ宮殿